# Ulaszowice
Ulaszowice – część miasta Jasło w województwie podkarpackim, w powiecie jasielskim. Rozpościera się wzdłuż ulicy 17 Stycznia na północ od jasielskiej starówki.
Dawniej samodzielna miejscowość i gmina jednostkowa. Następnie wchodziła w skład Gorajowic. 1 kwietnia 1931 włączone do Jasła.
W latach 1975–1998 miejscowość administracyjnie należała do województwa krośnieńskiego.